# 近文台演習場
近文台演習場（ちかぶみだいえんしゅうじょう）は、陸上自衛隊が旭川市に設置している演習場である。

## 概要
近文台分屯地に隣接しており、演習場の一部は国道12号線の上まで伸びている。主に新隊員教育の戦闘訓練や旭川駐屯地所在部隊の基本訓練等（持続走やスキー訓練・各種競技会等）に使用されており、住宅地に隣接していながら稀に空砲射撃音等が聞こえる場合もある。演習場内には弾着地も無いため迫撃砲などの射撃訓練は基本的に行われない。近文台弾薬支処敷地がすぐ側にあり、また国道12号線トンネル付近からは近文台燃料支所へ繋がる細道も存在する。
地質的に粘土質で築城訓練時に雨が降ると水が溜まりやすい演習場である。
射撃訓練はこの演習場では出来ないため、鷹栖射撃場や上富良野演習場等で行われる。